# Октябрьская Готня
Октябрьская Готня — село в Борисовском районе Белгородской области. Центр Октябрьско-Готнянского сельского поселения Борисовского района.

## География
Село расположено в западной части Белгородской области, на реке под названием Готня (приток Ворсклы).

## История

### Название
Начальная история села была тесно связана с образованием в XVII веке Хотмыжского Знаменского мужского монастыря. Знаменский монастырь владел землей за речкой Готней, видимо, отсюда и пошло изначальное название — Монастырская Готня.
В 1918 году получило немного изменённое название Октябрьская Готня.

### Исторический очерк
B 1641 году пo yкaзy цapя Mиxaила Фёдopoвича стaли стpoить Знaмeнcкий мoнaстыpь, за peкoй Гoтнeй былo пoжaлoвaнo 40 чeтвepтeй пaшни и лec мeждy Лoкнeй и Bopcклoй (coвpeмeнный зaпoвeдник). Oстaткoм этoгo мoнaстыpя являeтся Знaмeнcкaя Цepкoвь в Пoнизoвьe, вoстoчнoй oкpaинe Kpaснoгo Kyткa.
В 1686 году деревня Готня первые упоминается в письменных источниках, возможно, что первые дворы деревни могли быть поставлены и за несколько лет до этой даты. Владевший ею Знаменский монастырь был небогатым.
Его землевладение, начавшееся с царского пожалования, стало затем расти за счет покупок, закладных и завещаний.
В годы правления Екатерины II проводилась секуляризация монастырских земель, добравшаяся до этих мест в 1787 году. При этом к крестьянам перешла большая часть земли, которую они обрабатывали для церковных феодалов. К этому времени в Монастырской Готне вместе со слободкой Подмонастырской было уже 95 дворов, в которых насчитывалось 793 души. На речках Локне и Готне было по одной мельнице.
В 1861 году отменено крепостное право и организованы волости.
В 1885 году в селе была открыта школа. Это была начальная школа с 4- х летним обучением. Учащиеся изучали 3 предмета: русский язык, арифметику, чистописание. Занятия в школе начинались с октября месяца, и продолжались до апреля. Из класса в класс переводили без экзаменов.
В 1912 году через село проложили железную дорогу.
В декабре 1917 года в село пришла Советская власть.
В 1967 году в село проведено электричество.
В 2018 году в селе открыт новый детский культурно-образовательный центр.

## Население
Постоянное население села 336 чел.(2010, перепись), 429 (2000).
| 2002 | 2010 |
| ---- | ---- |
| 361  | ↘336 |

## Прославленные уроженцы
- Герой Советского Союза Евсюков Николай Павлович, героически погибший в Венгрии (1914—1944)[2]. Его именем в селе названа одна из улиц.

## Достопримечательности
- Памятник «Скорбящей матери», установленный в 1976 году в честь воинов, погибших за освобождение села в годы ВОВ.
- В Октябрьской Готне есть известный далеко за его пределами источник Громобойный, который в декабре 2003 года был освящен архиепископом Белгородским и Старооскольским Иоанном в честь Знамения Пресвятой Богородицы[2].

## Интересные факты
- У мужиков белгородской деревушки Октябрьская Готня редкое ремесло («трубокладчик» или «огнеупорщик-трубоклад»): полтора века они возводят над Россией заводские трубы[6].
- Выше по течению реки Готни (в соседнем Ракитянском районе) имеется населённый пункт с перекликающимся названием — Введенская Готня.